# سيرجيو أوسمينا
 سيرجيو أوسمينا الأب (تلفظ بالإسبانية: ‎/ˈseɾxjo ozˈmeɲa/‏ ؛ 9 سبتمبر 1878-19 أكتوبر 1961) كان سياسيًا فلبينيًا شغل منصب الرئيس الرابع للفلبين من عام 1944 إلى عام 1946، كان نائب الرئيس في عهد مانويل إل كويزون، وعند وفاة كويزون المفاجئة عام 1944، خلفه أوسمينا وهو في سن الـ 65، وأصبح أكبر شخص سناً يتولى رئاسة للفلبين حتى تولى رودريغو دوتيرتي المنصب بعمراً يناهز 71 عامًا في سنة 2016 . كما أنه مؤسس حزب ناسيونالستا وأول شخص من البيسان يصبح رئيسًا.
قبل انضمامه في عام 1944، شغل أوسمينا منصب حاكم سيبو من 1906 إلى 1907، وعضوًا وأول رئيس لمجلس النواب الفلبيني من عام 1907 إلى عام 1922، وعضوًا في مجلس الشيوخ من مقاطعة مجلس الشيوخ العاشرة لمدة ثلاثة عشر عامًا، حيث شغل منصب رئيس مجلس الشيوخ مؤقتًا. في عام 1935، تم ترشيحه ليكون نائب رئيس مجلس الشيوخ مانويل إل كويزون للانتخابات الرئاسية في ذلك العام. أعيد انتخاب الثنائي بأغلبية ساحقة في عام 1941 .
كان هو البطريرك لعائلة أوسمينا البارزة، والتي تضم ابنه، السناتور السابق سيرجيو أوسمينا جونيور، وأحفاده، أعضاء مجلس الشيوخ سيرجيو أوسمينا الثالث وجون هنري أوسمينا، والحاكم السابق ليتو أوسمينا وعمدة مدينة سيبو توماس أوسمينا.

## النشأة والوظيفة
وُلد أوسمينا في مدينة سيبو من أمه جوانا أوسمينا، الذي ورد أنها كانت تبلغ من العمر 14 عامًا في ذلك الوقت عند ولادته. ونظراً لظروف ولادته، كانت هوية والده سرا عائليا يخضع لحراسة مشددة، ويُدعى «سانسون». وعلى الرغم من أنه يحمل وصمة عار على أنه طفل غير شرعي - أمهُ لم تتزوج أبدًا من والده - إلا أنه لم يسمح لهذا الجانب بالتأثير على مكانته في المجتمع. أسعدته عائلة أوسمنيا، وهي عشيرة غنية وبارزة من التراث الصيني الفلبيني ولها مصالح تجارية واسعة في سيبو، حيث أثبت نفسه كشخصية بارزة في المجتمع المحلي.
تلقى أوسمينا تعليمه الابتدائي في جامعة سان كارلوس وتخرج منها عام 1892. واصل أوسمينا تعليمه في مانيلا، حيث درس في كلية سان خوان دي ليتران حيث التقى أولاً بمانويل إل كويزون، زميله في الفصل، بالإضافة إلى خوان سومولونج وإميليو جاسينتو. كما درس القانون في جامعة سانتو توماس وحصل على المركز الثاني في امتحان المحاماة عام 1903.و خدم في طاقم الحرب للجنرال إيميليو أجوينالدو كساعي وصحفي. في عام 1900، أسس صحيفة سيبو El Nuevo Día (اليوم الجديد) التي استمرت لمدة ثلاث سنوات.

## الخدمة العامة في سيبو
عندما تم إرسال حاكم سيبو خوان كليماكو كعضو في مجلس المفوضين لبعثة الشراء الاستكشافية في سانت لويس، تم تعيين أوسمنيا بالوكالة. عندما عاد كليماكو، تم تعيينه في شؤون المالية الإقليمية. رفعته الفترة التي قضاها هناك في السياسة عندما تم انتخابه حاكمًا لسيبو في عام 1906.

## مهنة الكونغرس

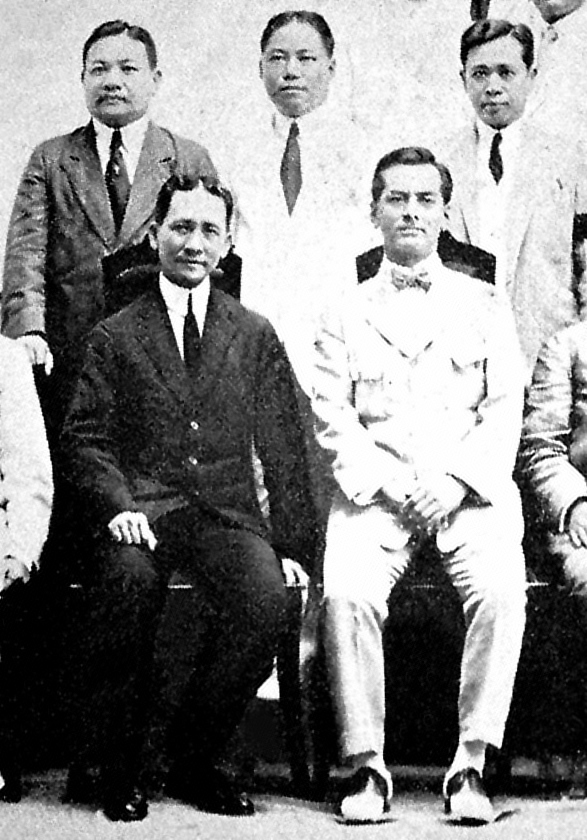
أوسمينا (جالسًا على اليسار) ومانويل إل كويزون (جالسًا على اليمين) خلال سنواتهما الأولى

### مجلس النواب
عندما كان حاكما، ترشح لانتخابات أول جمعية وطنية عام 1907 وانتخب كأول رئيس لتلك الهيئة. كان أوسمنيا يبلغ من العمر 29 عامًا وكان بالفعل أعلى مسؤول فلبيني. أسس هو وسياسي إقليمي آخر، مانويل إل كويزون من تايباس، حزب ناسيونالستا ليكون بمثابة إحباط للحزب الفيدرالي للسياسيين المقيمين في مانيلا. في سنواته الأولى كرئيس، كان يعاني من أعباء تنظيمية لأن الجمعية الوطنية ما زالت تنظم. وسعى أعضاء الجمعية إلى وضع إجراءات تشريعية رفضها الرؤساء الأمريكيون باستمرار لأنهم ما زالوا يرون أن الفلبينيين غير قادرين على الاستقلال. ورفضت اللجنة الفلبينية ثلاثة مشاريع قوانين مهمة من الجمعية:
1. إلغاء قانون التحريض على الفتنة الذي فرض عقوبات على أي فلبيني دافع عن الاستقلال؛
2. إلغاء قانون العلم الذي يحظر عرض العلم الفلبيني؛
3. منح المزيد من الصلاحيات للحكومات المحلية.

إلا أن ذلك لم يمنعه من رئاسة التشريع المهم الذي أقره المجلس. حيث مكّن إنشاء مجلس الدولة ومجلس الرقابة والهيئة التشريعية الفلبينية من مشاركة بعض السلطات التنفيذية للحاكم العام الأمريكي.
في عام 1916، تم تمرير قانون جونز ليحل محل اللجنة الفلبينية بمجلس الشيوخ الفلبيني.

### تحالف كويزون-أوسمانيا
كان أوسمنيا صديقًا وزميلًا في الفصل مع مانويل كويزون، الذي كان زعيمًا للأغلبية تحت المتحدث باسم أوسمينا. عندما تم تمرير قانون جونز، تم انتخاب كويزون رئيسًا لمجلس الشيوخ وظل أوسمينا المتحدث.

### مجلس الشيوخ
في عام 1922 تم انتخاب أوسمينا لعضوية مجلس الشيوخ ممثلاً لمنطقة مجلس الشيوخ العاشرة. ذهب إلى الولايات المتحدة كجزء من بعثة OsRox في عام 1933، إلى ممر آمن للقانون ههير هاوز كاتنج وهو أول قانون أمريكي يتم تمريره يحدد موعدًا لفلبين للحصول على الاستقلال عن الولايات المتحدة. لكن حل محله قانون Tydings–McDuffie سنة 1934؛ هو قانون اتحادي أمريكي أسس عملية التحول في الفلبين إلى دولة مستقلة بعد فترةٌ انتقالية مدتها عشر سنوات. وبموجب القانون، تمت كتابة دستور الفلبين لعام 1935 وتم إنشاء كومنولث الفلبين، مع أول رئيس منتخب بشكل مباشر للفلبين.

## نائب الرئيس

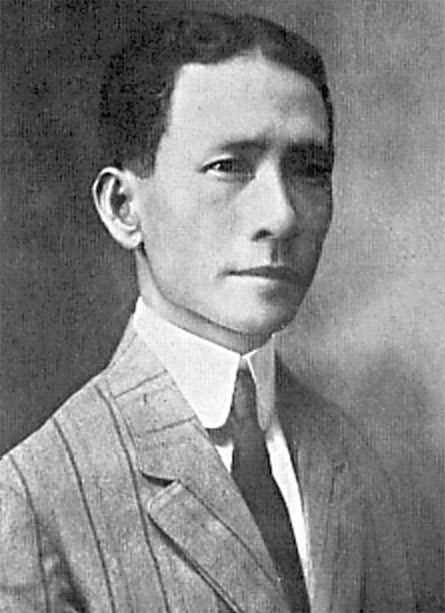
أوسمنيا نائبا للرئيس

في عام 1924، تصالح كويزون وأوسمينا وتوحدوا في حزب «بارتيدو ناسيونالستا كونسوليدادو» ضد تهديد المعارضة الناشئة من الحزب الديمقراطي. سيطر حزب ناسيونالستا الذي تم توحيده على المشهد السياسي حتى الانقسام الثاني عندما استقطب الأعضاء في Pros and Antis في عام 1934. تصالح كويزون وأوسمينا مرة أخرى في الانتخابات الرئاسية لعام 1935. في عام 1935، فاز كويزون وأوسمينا بأول انتخابات رئاسية وطنية في الفلبين تحت راية الحزب الوطني. حصل كويزون على ما يقرب من 68٪ من الأصوات ضد منافسيه الرئيسيين، إميليو أجوينالدو والأسقف جريجوريو أغليباي. [بحاجة لمصدر]
تم افتتاحها في 15 نوفمبر 1935. كان الدستور الفلبيني يمنع كويزون في الأصل من السعي لإعادة انتخابه. ومع ذلك، في عام 1940، تم التصديق على تعديلات دستورية تسمح له بالسعي لإعادة انتخابه لفترة جديدة تنتهي في عام 1943. في الانتخابات الرئاسية عام 1941، أعيد انتخاب كويزون على السناتور السابق خوان سومولونج بحوالي 82٪ من الأصوات. أعيد انتخابه في عام 1941، وظل أوسمينا نائبًا للرئيس أثناء الاحتلال الياباني عندما كانت الحكومة في المنفى. كنائب للرئيس، عمل أوسمينا بشكل متزامن كسكرتير للتعليم العام من عام 1935 إلى عام 1940، ومرة أخرى من عام 1941 إلى عام 1944.
أدى اندلاع الحرب العالمية الثانية والسيطرة اليابانية إلى تغييرات دورية وجذرية في هيكل الحكومة. الأمر التنفيذي 390، 22 ديسمبر 1941 ألغى وزارة الداخلية وأنشأ خط الخلافة الجديد. الأمر التنفيذي 396، 24 ديسمبر 1941، أعاد تنظيم وتجميع مجلس الوزراء، مع تعيين وظائف سكرتير العدل لرئيس قضاة المحكمة العليا.

## مأزق كويزون - أوسمينا
بحلول عام 1943، واجهت الحكومة الفلبينية في المنفى أزمة خطيرة. وفقًا لتعديلات دستور عام 1935، كان من المقرر أن تنتهي فترة ولاية كويزون في 30 ديسمبر 1943، وسيخلفه نائب الرئيس سيرجيو أوسمينا تلقائيًا ليخدم ما تبقى من المدة حتى عام 1945. تم لفت انتباه الرئيس كويزون إلى هذا الاحتمال بواسطة أوسمينا نفسه، الذي كاتبه الأول لهذا الغرض. بصرف النظر عن الرد على هذه الرسالة لإبلاغ نائب الرئيس أوسمينا أنه لن يكون من الحكمة والحكمة إجراء أي تغيير من هذا القبيل في ظل الظروف، أصدر الرئيس كويزون بيانًا صحفيًا على نفس المنوال. ثم طلب أوسمينا رأي المدعي العام الأمريكي هوميروس كامينغز، الذي أيد وجهة نظر أوسمينا باعتبارها أكثر في الحفاظ على القانون. ومع ذلك، ظل كويزون مصرا. وبناءً عليه، سعى للحصول على قرار الرئيس فرانكلين دي روزفلت. اختار الأخير البقاء بمعزل عن الجدل، واقترح بدلاً من ذلك أن يحل المسؤولون الفلبينيون أنفسهم المأزق. ثم عقد الرئيس كويزون اجتماعًا لمجلس الوزراء. بصرف النظر عن كويزون وأوسمينا، كان الآخرون الحاضرين في هذا الاجتماع المهم هم المفوض المقيم جواكين إليزالدي، العميد. الجنرال. كارلوس ب. رومولو، ووزيرا مجلس الوزراء أندريس سوريانو وخايمي هيرنانديز. بعد مناقشة مفعمة بالحيوية، تبنى مجلس الوزراء رأي إليزالدي لصالح القرار وأعلن عن خطته للتقاعد في كاليفورنيا.
بعد الاجتماع، اقترب نائب الرئيس أوسمينا من الرئيس وطرح خطته لمطالبة الكونجرس الأمريكي بتعليق الأحكام الدستورية لخلافة الرئاسة إلى ما بعد تحرير الفلبين. كان هذا المخرج القانوني مقبولاً للرئيس كويزون وأعضاء حكومته. تم اتخاذ الخطوات المناسبة لتنفيذ الاقتراح. برعاية السناتور تيدينجز وعضو الكونجرس بيل، تمت الموافقة على القرار المشترك ذي الصلة رقم 95 بالإجماع من قبل مجلس الشيوخ على تصويت صوتي وأقر مجلس النواب بتصويت 181 إلى 107 في 12 نوفمبر 1943.

## الرئاسة
أصبح أوسمينا رئيسًا للكومنولث بعد وفاة كويزون في عام 1944. أدى اليمين أمام القاضي المساعد روبرت جاكسون في واشنطن العاصمة. وعاد إلى الفلبين في نفس العام مع الجنرال دوجلاس ماك آرثر وقوات التحرير. بعد الحرب، أعاد أوسمانيا حكومة الكومنولث والإدارات التنفيذية المختلفة. واصل الكفاح من أجل استقلال الفلبين. بالنسبة للانتخابات الرئاسية لعام 1946، رفض أوسمانيا إجراء حملته الانتخابية، قائلاً إن الشعب الفلبيني على علم بسجله الذي يبلغ 40 عامًا من الخدمة الصادقة والمخلصة. خسر أمام مانويل روكساس الذي حصل على 54٪ من الأصوات وأصبح رئيسًا لجمهورية الفلبين المستقلة. [بحاجة لمصدر]

### التحرير

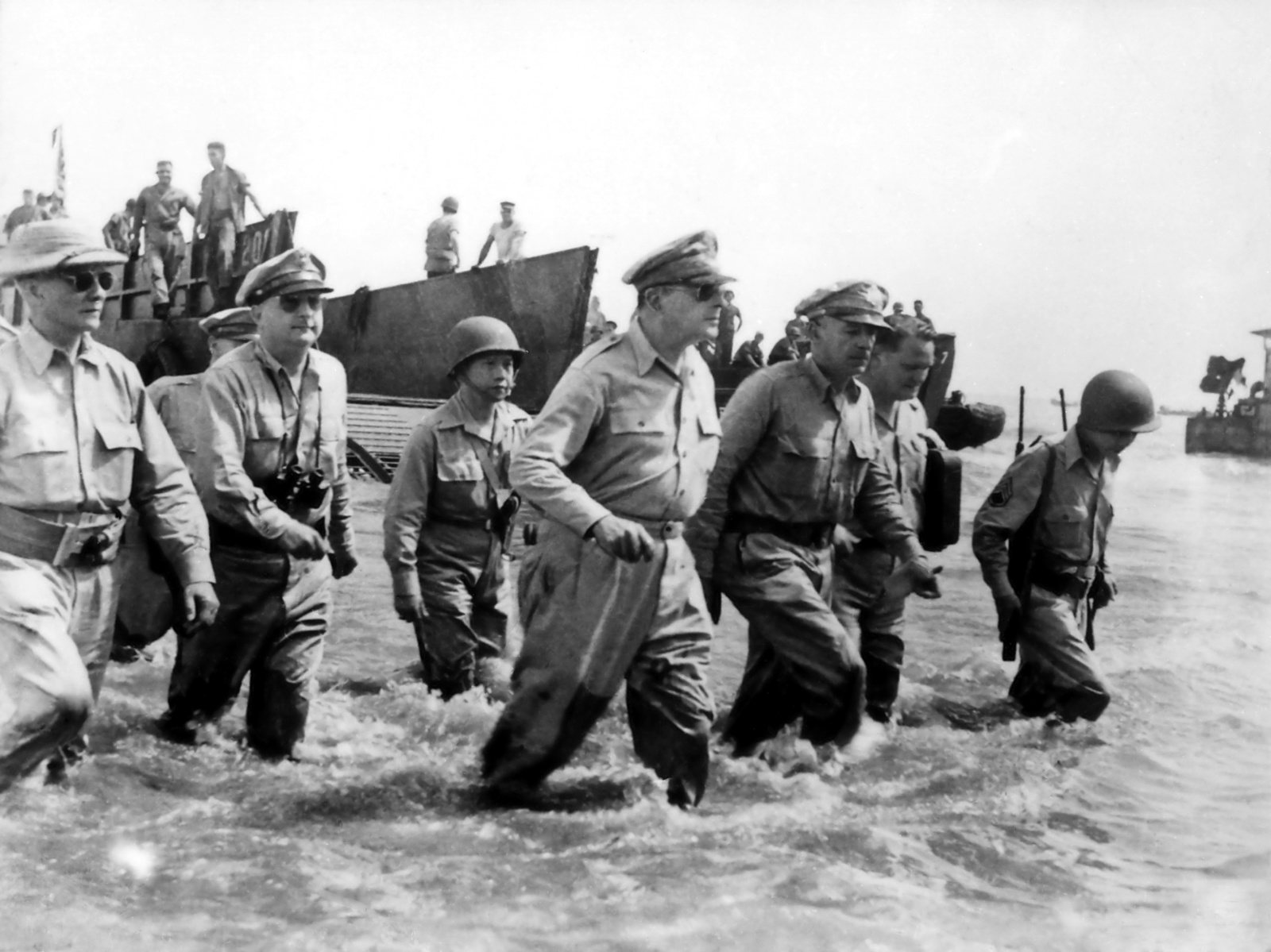
الرئيس سيرجيو أوسمانيا مع الجنرال دوغلاس ماك آرثر أثناء الهبوط التاريخي في ليتي في عام 1944.

رافق أوسمينا الجنرال الأمريكي دوغلاس ماك آرثر أثناء إنزال القوات الأمريكية في ليتي في 20 أكتوبر 1944، لبدء تحرير الفلبين خلال الحرب العالمية الثانية. عند إنشاء رأس جسر، نقل ماك آرثر السلطة على الفور إلى أوسمانيا، خليفة مانويل كويزون، كرئيس للكومنولث الفلبيني.

### السياسات المحلية

#### استعادة الكومنولث
مع تحرير مانيلا،  قام الجنرال دوغلاس ماك آرثر، نيابة عن الولايات المتحدة بتسليم مقاليد حكومة الفلبين إلى رئيس الكومنولث سيرجيو أوسمينا، في 27 فبراير 1945، وسط احتفالات قصيرة ولكنها مثيرة للإعجاب عقدت في قصر مالاكانانغ. وأعلن الرئيس أوسمينا، بعد شكره للولايات المتحدة من خلال الجنرال ماك آرثر، استعادة حكومة كومنولث الفلبين وعمل على إنقاذ الفلبين من ويلات الحرب.

#### إعادة تنظيم الحكومة
شرع الرئيس أوسمينا في إعادة التنظيم الفوري للحكومة وتوابعها المتنوعة. في 8 أبريل 1945، شكل مجلس وزرائه، وأدى اليمين الدستورية للأعضاء المكونين لها. في وقت لاحق، استقبل الرئيس أوسمينا مجلس الدولة لمساعدته في حل المشاكل الكبرى التي تواجه الأمة. أعيد إنشاء المكاتب الحكومية والمكاتب الحكومية تدريجياً. كما أعيدت المحكمة العليا للفلبين والمحاكم الدنيا. ألغيت محكمة الاستئناف ونُقلت اختصاصها الاستئنافي إلى المحكمة العليا، وزاد عدد أعضائها إلى أحد عشر - رئيس قضاة وعشرة قضاة مساعدين - من أجل تولي المسؤوليات الجديدة. عندما حررت قوات التحالف الأجزاء الأخرى من البلاد، أنشأ الكومنولث الحكومات الإقليمية والبلدية لتتولى المسؤولية من السلطات العسكرية.

#### إعادة تأهيل البنك الوطني الفلبيني
بعد استعادة حكومة الكومنولث، أعيد تنظيم الكونغرس. تم انتخاب مانويل روكساس وإليبيديو كيرينو رئيسًا لمجلس الشيوخ ورئيسًا مؤقتًا لمجلس الشيوخ، على التوالي. في مجلس النواب، تم انتخاب خوسيه زولوتا من إيلويلو كمتحدثاً، وبروسبيرو سندادو المتحدث مؤقتاً. الجلسة الافتتاحية للكونغرس خاطبها أوسمينيا شخصيًا، الذي قدم تقريرًا عن حكومة الكومنولث في المنفى واقترح تشريعات حيوية. تولى مؤتمر الكومنولث الأول بجدية المهام المختلفة المعلقة لحل المسائل الملحة التي تؤثر على الفلبين، لا سيما فيما يتعلق بالإغاثة وإعادة التأهيل وإعادة الإعمار. كان أول مشروع قانون صدر هو قانون الكومنولث رقم 672 - إعادة تأهيل البنك الوطني الفلبيني.

#### المحكمة الشعبية
استسلامًا للضغط الأمريكي، في 25 سبتمبر 1945، أصدر الكونغرس قانون C. رقم 682 المنشئ للمحكمة الشعبية ومكتب المدعين الخاصين للتعامل مع قضايا «التعاون» العالقة.

### السياسة الخارجية

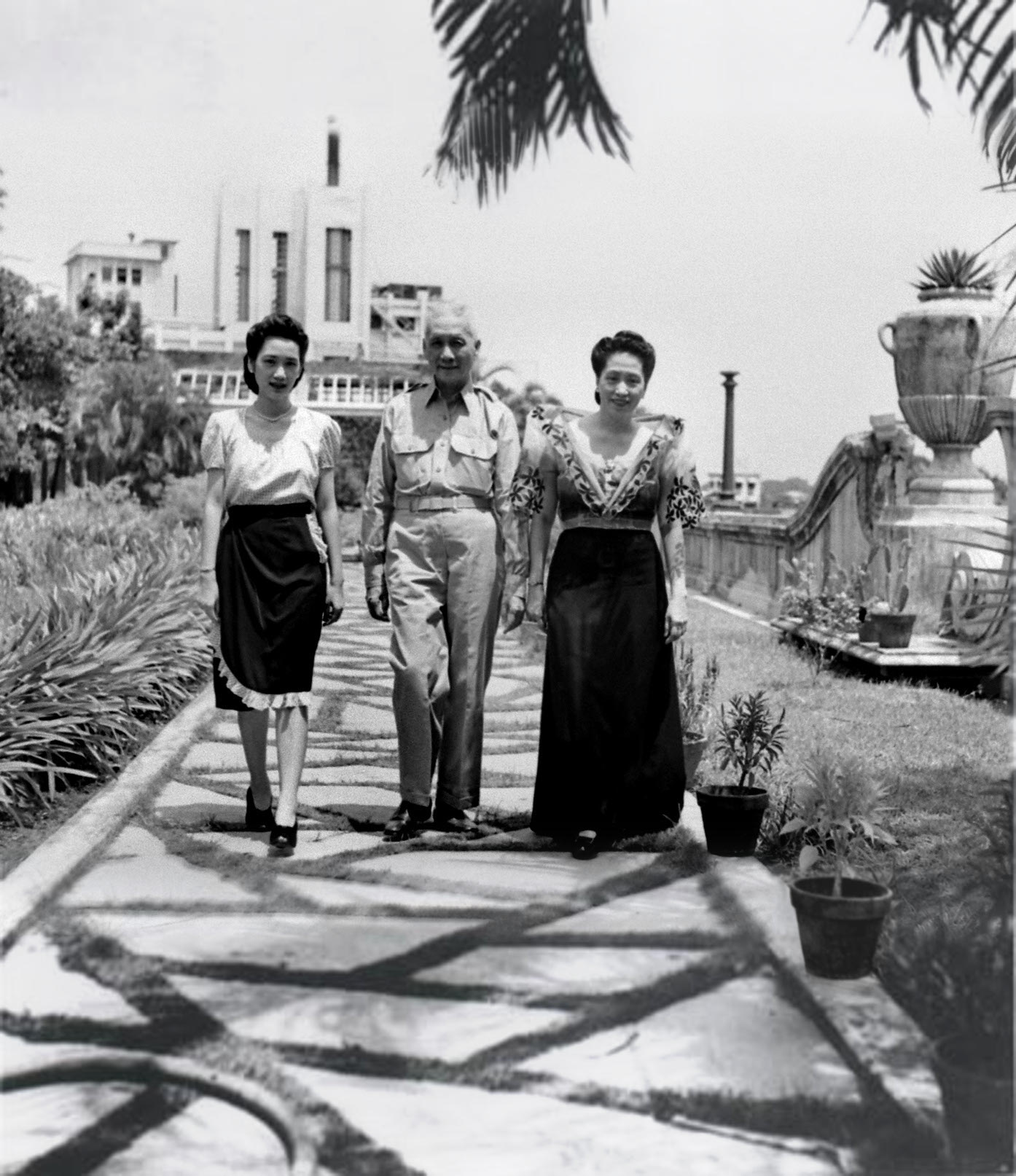
الرئيس أوسمانيا وعائلته يتجولون في حدائق قصر مالاكانانغ.

للتحضير للوضع المستقل المرتقب للفلبين، أنشأ الرئيس أوسمينا مكتب العلاقات الخارجية. تم تعيين فيسنتي سينكو كأول مفوض لها بمرتبة وزارية. وفي هذا الصدد، دخل الرئيس أوسمينا أيضًا في اتفاق مع حكومة الولايات المتحدة لإرسال خمسة متدربين فلبينيين إلى وزارة الخارجية الأمريكية لإعداد أنفسهم للخدمة الدبلوماسية. تم إرسالهم من قبل وزارة الخارجية الأمريكية إلى سفارات الولايات المتحدة في موسكو ومكسيكو سيتي والقنصليات في سايجون وسنغافورة.

#### ميثاق الأمم المتحدة
أرسل الرئيس أوسمينا الوفد الفلبيني، برئاسة كارلوس ب. رومولو، إلى اجتماع سان فرانسيسكو لإصدار ميثاق الأمم المتحدة في 26 يونيو 1945. وكان أعضاء الوفد الآخرون هم ماكسيمو كالاو، وكارلوس بولستيكو. كانت الفلبين، الدولة الثامنة والعشرون الموقعة على الأمم المتحدة، وواحدة من 51 دولة صاغت ميثاق الأمم المتحدة. بمجرد الموافقة عليه من قبل الوفد الفلبيني، صدق الكونغرس الفلبيني على ميثاق الأمم المتحدة وأودع لدى وزارة الخارجية الأمريكية في 11 أكتوبر 1945.

#### المصرفية الدولية
في 5 ديسمبر 1945، عين الرئيس أوسمينا المفوض المقيم كارلوس بي رومولو كممثل له لقبول عضوية الفلبين في صندوق النقد الدولي والبنك الدولي للإنشاء والتعمير، وهي الهيئات التي تم وضعها في اتفاقية بريتون وودز، حيث كما شاركت الفلبين. وقع رومولو العضوية المذكورة في 27 ديسمبر 1945 نيابة عن الفلبين.

### الانتخابات الرئاسية عام 1946
بعد فترة وجيزة من إعادة تشكيل حكومة الكومنولث في عام 1945، دعا أعضاء مجلس الشيوخ مانويل روكساس وإليبيديو كويرينو وحلفاؤهم إلى انتخابات وطنية مبكرة لاختيار رئيس ونائب رئيس الفلبين وأعضاء الكونغرس. في ديسمبر 1945، وافق مجلس شؤون الجزر في كونغرس الولايات المتحدة على القرار المشترك الذي يحدد تاريخ الانتخابات في موعد أقصاه 30 أبريل 1946.
مدفوعا بعمل الكونغرس هذا، دعا الرئيس سيرجيو أوسمينا الكونغرس الفلبيني إلى جلسة خاصة مدتها ثلاثة أيام. سن الكونجرس قانون الكومنولث رقم 725، الذي حدد موعد الانتخابات في 23 أبريل 1946. تم التوقيع على القانون من قبل الرئيس أوسمينا في 5 يناير 1946.

 قدمت ثلاثة أحزاب مرشحيها لمختلف المناصب الانتخابية الوطنية. كان هؤلاء هم حزب ناسيونالستا  –  جناح المحافظين (أوسمينا) والجناح الليبرالي للحزب الوطني والحزب العصري. كان ناسيونالستاس قد رشح أوسمانيا والسناتور إيلوجيو رودريغيز لمنصب الرئيس ونائب الرئيس، على التوالي. اختار الحداثيون هيلاريو كامينو مونكادو ولويس سلفادور لنفس المناصب. كان حاملي لواء الليبراليين السناتور مانويل روكساس وإليبيديو كيرينو. في 3 يناير 1946، أعلن الرئيس أوسمينا عن ترشيحه لإعادة انتخابه. في 22 يناير 1946، تم ترشيح أولوجيو رودريغيز لمنصب نائب الرئيس لأوسمينا، في مؤتمر عقد في Ciro's Club في مانيلا. وفقًا لـ مانيلا كرونيكل : 
 افتتح المؤتمر في الساعة 10:15 صباحًا عندما دعا القائم بأعمال سكرتير الحزب، فيسينتي فارموسو، المؤتمر إلى الأمر. عضو الكونجرس خوسيه إي. روميرو ، الذي ألقى الخطاب الرئيسي اتهم رئيس مجلس الشيوخ مانويل روكساس وأتباعه «من تأجيج نيران السخط بين الناس، من الاستفادة من المشقة على الناس، والتقليل من إنجاز إدارة أوسمينا . هؤلاء الرجال مع عقدة المسيح كانوا لعنة البلد والعالم. هذه هي العقلية التي تنتج هتلر وموسوليني، ورغبتهم في الصعود إلى السلطة. بل إنهم يريدون تدمير الحزب الذي وضعهم في مكانهم الحالي». 
 السناتور كارلوس بولستيكو غارسيا، الذي ألقى خطاب الترشيح للرئيس سيرجيو أوسمينا، ألقى رواية طويلة لإنجازات أوسمينا وفضائله كمسؤول عام وكمواطن خاص. 
نشأ انقسام بين أعضاء الحزب الوطني حول القضايا.[بحاجة لمصدر] حاول أوسمينا منع الانقسام في حزب ناسيونالستا من خلال عرض منصب مفوض الوصي الفلبيني في الولايات المتحدة للسناتور روكساس لكن روكساس رفض العرض. ولدت منظمة سياسية جديدة، الجناح الليبرالي للحزب الوطني، الذي أصبح فيما بعد الحزب الليبرالي للفلبين.
كانت الانتخابات سلمية بشكلاً عام باستثناء بعض الأماكن، لا سيما في مقاطعة بامبانجا. وتوجه اجمالى 2,218,847 ناخبا إلى صناديق الاقتراع لانتخاب الرئيس ونائب للرئيس. الذين كان من المقرر أن يكونوا آخر أعضاء الكومنولث وأول أعضاء في جمهورية الكومنولث. بعد أربعة أيام من يوم الانتخابات، أعلن فوز مرشحي الحزب الليبرالي. سجل روكساس أغلبية ساحقة من الأصوات في 34 مقاطعة وتسع مدن، وفاز الحزب الليبرالي بتسعة من أصل 16 مقعدًا متنافسًا في مجلس الشيوخ الفلبيني وفي مجلس النواب، وفاز الليبراليون بأغلبية 50 مقعدًا في حين فاز الحزبان الوطنيان والتحالف الديمقراطي بـ 33 و 6 مقاعد على التوالي.[بحاجة لمصدر]

## بعد الرئاسة والوفاة

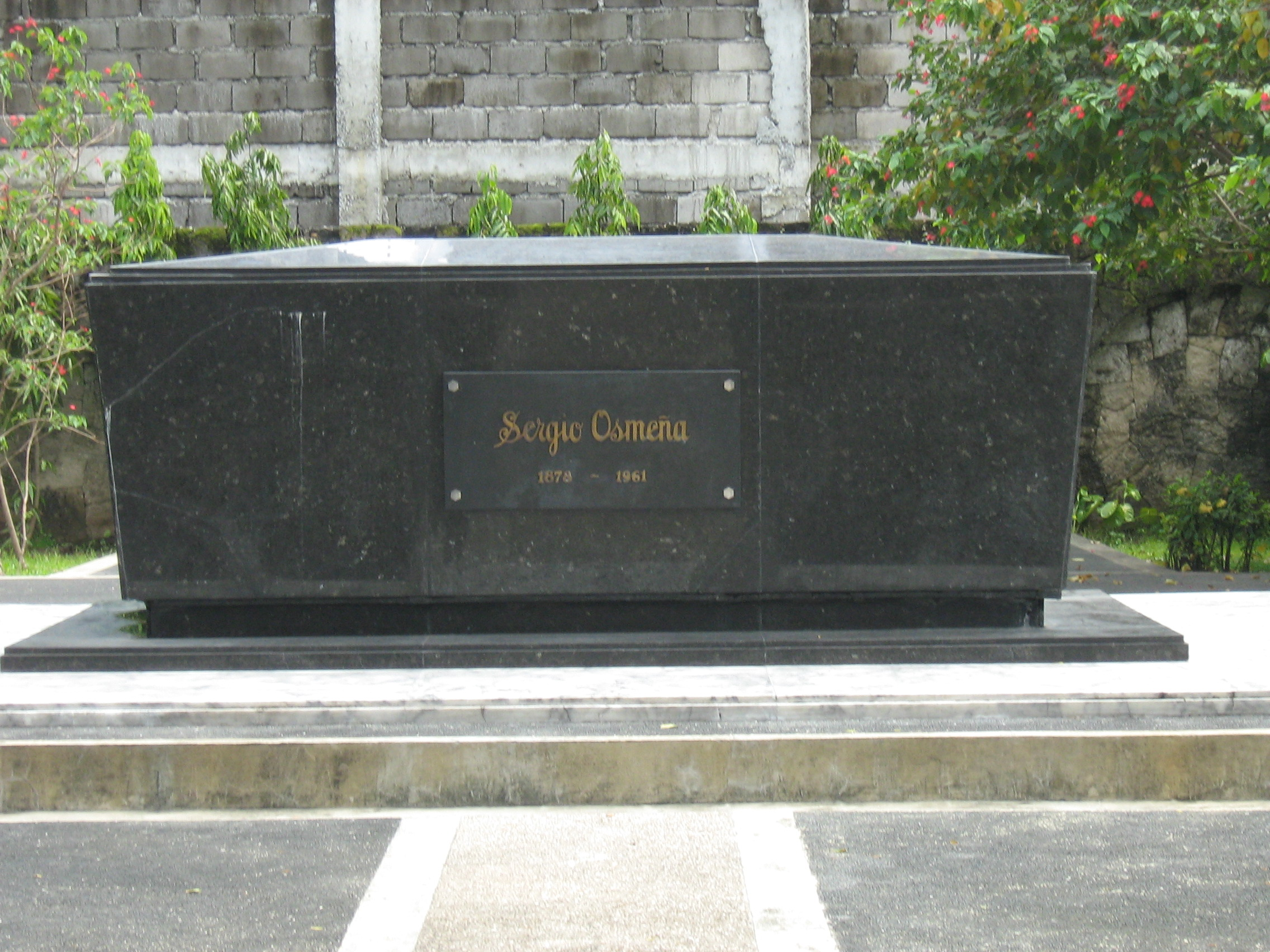
قبر سيرجيو أوسمينا

بعد هزيمته الانتخابية، تقاعد أوسمينا في منزله في سيبو. وتوفي بسبب الوذمة الرئوية عن عمر يناهز 83 عامًا في 19 أكتوبر 1961 في المركز الطبي التذكاري للمحاربين القدامى في مدينة كويزون. دفن في مقبرة مانيلا الشمالية، في 26 أكتوبر 1961.

## روابط خارجية
- مشروع الرئاسة الفلبينية
- الفلبين - أرخبيل (سيرجيو أوسمينا)
- سيرجيو أوسمانيا في WN
- سيرجيو أوسمانيا في المتحف والمكتبة الرئاسيين نسخة محفوظة 4 مارس 2016 على موقع واي باك مشين.